# Campeonato Mundial de Gimnasia Rítmica de 2018
El XXXVI Campeonato Mundial de Gimnasia Rítmica se celebró en Sofía (Bulgaria) entre el 10 y el 16 de septiembre de 2018 bajo la organización de la Federación Internacional de Gimnasia (FIG) y la Federación Búlgara de Gimnasia.
Las competiciones se realizaron en la Arena Armeets de la capital búlgara.

## Resultados
| Evento                                        | Oro | Plata | Bronce |
| --------------------------------------------- | --- | --- | --- |
| Concurso completo ind. (14.09)                | Dina Averina · Rusia · 81,450 pts. | Linoy Ashram Israel 79,700 pts.                                                                                                  | Alexandra Soldatova · Rusia · 79,175 pts.                                                                           |
| Pelota (11.09)                                | Dina Averina · Rusia · 20,300 | Alexandra Soldatova · Rusia · 20,200                                                                                             | Alexandra Agiurgiuculese · Italia · 19,900                                                                          |
| Mazas (13.09)                                 | Dina Averina · Rusia · 19,000 | Katsiaryna Halkina · Bielorrusia · 18,900                                                                                        | Arina Averina · Rusia · 18,850                                                                                      |
| Cinta (13.09)                                 | Alexandra Soldatova · Rusia · 18,600 | Milena Baldassarri · Italia · 18,550                                                                                             | Linoy Ashram Israel 18,500                                                                                          |
| Aro (11.09)                                   | Dina Averina · Rusia · 20,850 | Linoy Ashram Israel 20,000 | Arina Averina · Rusia · 19,700                                                                                      |
| Concurso completo por equipos (13.09)         | Rusia · Arina Averina · Dina Averina · Alexandra Soldatova · 161,325                                                                          | Bulgaria Boriana Kalein Katrin Taseva Neviana Vladinova 150,975                                                                  | Italia · Alexandra Agiurgiuculese · Milena Baldassarri · Alessia Russo · 147,550                                    |
| Conjuntos 5 con aro (16.09)                   | Bulgaria Elena Bineva Simona Diankova Stefani Kiriakova Madlen Radukanova Laura Traets 23,300                                                 | Japón Rie Matsubara Sakura Noshitani Sayuri Sugimoto Ayuka Suzuki Kiko Yokota 22,800                                             | Italia · Martina Centofanti · Letizia Cicconcelli · Agnese Duranti · Alessia Maurelli · Martina Santandrea · 22,550 |
| Conjuntos 3 con pelota + 2 con cuerda (16.09) | Italia · Anna Basta · Martina Centofanti · Agnese Duranti · Alessia Maurelli · Martina Santandrea · 22,550                                    | Rusia · Mariya Kravtsova · Yevgueniya Levanova · Xeniya Poliakova · Anastasiya Tatareva · Mariya Tolkachova · 22,200             | Ucrania · Tetiana Dovzhenko · Valeriya Janina · Diana Myzherytska · Anastasiya Vozniak · Valeriya Yuzviak · 21,400  |
| Conjuntos concurso completo (15.09)           | Rusia · Mariya Kravtsova · Yevgueniya Levanova · Xeniya Poliakova · Anastasiya Shishmakova · Anastasiya Tatareva · Mariya Tolkachova · 46,300 | Italia · Anna Basta · Martina Centofanti · Letizia Cicconcelli · Agnese Duranti · Alessia Maurelli · Martina Santandrea · 44,825 | Bulgaria Elena Bineva Simona Diankova Stefani Kiriakova Madlen Radukanova Laura Traets 42,050                       |

## Medallero
| Núm. | País        | Oro | Plata | Bronce | Total |
| ---- | ----------- | --- | ----- | ------ | ----- |
| 1    | Rusia       | 7   | 2     | 3      | 12    |
| 2    | Italia      | 1   | 2     | 3      | 6     |
| 3    | Bulgaria    | 1   | 1     | 1      | 3     |
| 4    | Israel      | 0   | 2     | 1      | 3     |
| 5    | Bielorrusia | 0   | 1     | 0      | 1     |
| 5    | Japón       | 0   | 1     | 0      | 1     |
| 7    | Ucrania     | 0   | 0     | 1      | 1     |
|      | TOTAL       | 9   | 9     | 9      | 27    |